# PLASMIC FIRE
「PLASMIC FIRE」（プラズミック・ファイア）は、日本のシンガーソングライター・KOTOKOと、日本の音楽ユニット・ALTIMAがKOTOKO×ALTIMA名義で発売したシングル。

## 概要
- 同じワーナー・ブラザース ホームエンターテイメント所属で親交が深く、アニメ『アクセル・ワールド』で互いに主題歌を担当したKOTOKOとALTIMAによるコラボレーションシングル[1]。KOTOKOとしては前作「ZoNE-iT」から約1年8か月ぶり、ALTIMAとしては前作「Fight 4 Real」から約2年半ぶりのシングルとなる。
- 表題曲はアニメ映画『アクセル・ワールド INFINITE∞BURST』のテーマソングに起用された[2]。KOTOKOが映画主題歌を担当するのは14thシングル「SCREW」以来4年7か月ぶり、ALTIMAとしては初の映画主題歌となった。
- 描き下ろしアニメ版権ジャケット仕様のアニメ盤と通常盤、KOTOKO ver.とALTIMA ver.の4形態で発売され、アニメ盤にはマカオで撮影されたミュージック・ビデオとメイキング映像、『アクセル・ワールド INFINITE∞BURST』の映画のプロモーション映像を収録したDVDが同梱された[2]。
- また、盤種毎にカップリング曲が異なっている。アニメ盤と通常盤には表題曲と、テレビアニメ『アクセル・ワールド』でKOTOKOが担当した前期エンディングテーマ「→unfinished→」、ALTIMAが担当した後期オープニングテーマ「Burst The Gravity」のリミックスバージョンが収録されているKOTOKO ver.とALTIMA ver.には各々の新録曲が収録されている[2]。

## 収録曲
| #         | タイトル                                     | 作詞                          | 作曲       | 編曲       | リミックス | 時間  |
| --------- | -------------------------------------------- | ----------------------------- | ---------- | ---------- | ---------- | ----- |
| 1.        | 「PLASMIC FIRE」                             | KOTOKO（ラップ作詞：motsu）   | 八木沼悟志 | 八木沼悟志 |            | 5:23  |
| 2.        | 「→unfinished→ (DJ HENTAI MIX)」             | KOTOKO                        | 八木沼悟志 | 八木沼悟志 | 川﨑海     | 5:08  |
| 3.        | 「Burst The Gravity (SHINY Re-Product MIX)」 | 黒崎真音（ラップ作詞：motsu） | 八木沼悟志 | 八木沼悟志 | 齋藤真也   | 4:03  |
| 4.        | 「TRUE-BLUE」                                | KOTOKO                        | C.G mix    | C.G mix    |            | 4:22  |
| 5.        | 「MAX CAPACITY」                             | motsu、黒崎真音               | 八木沼悟志 | 八木沼悟志 |            | 4:55  |
| 6.        | 「PLASMIC FIRE (instrumental)」              |                               | 八木沼悟志 | 八木沼悟志 |            | 5:23  |
| 7.        | 「MAX CAPACITY (instrumental)」              |                               | 八木沼悟志 | 八木沼悟志 |            | 4:52  |
| 8.        | 「TRUE-BLUE (instrumental)」                 |                               | C.G mix    | C.G mix    |            | 4:22  |
| 合計時間: | 合計時間:                                    | 合計時間:                     | 合計時間:  | 合計時間:  | 合計時間:  | 38:28 |

### 解説
1. PLASMIC FIRE
映画で描かれている「絆」をテーマに、脚本を読んで書き下ろされた[1]。2015年11月21日に横浜アリーナで開催された『ANIMAX MUSIX 2015 YOKOHAMA』にて初披露された。
2. →unfinished→ (DJ HENTAI MIX)
アニメ盤と通常盤のみに収録されている、KOTOKOの18thシングルの表題曲のリミックスバージョン。
3. Burst The Gravity (SHINY Re-Product MIX)
アニメ盤と通常盤のみに収録されている、ALTIMAの3rdシングルの表題曲のリミックスバージョン。
4. TRUE-BLUE
KOTOKO ver.のみに収録されている、KOTOKO単独名義の新録曲。
5. MAX CAPACITY
ALTIMA ver.のみに収録されている、ALTIMA単独名義の新録曲。
6. PLASMIC FIRE (instrumental)
全盤共通で収録されている、表題曲のインストゥルメンタルバージョン。
7. TRUE-BLUE (instrumental)
KOTOKO ver.のみに収録されている、KOTOKO単独名義の新録曲のインストゥルメンタルバージョン。
8. MAX CAPACITY (instrumental)
ALTIMA ver.のみに収録されている、ALTIMA単独名義の新録曲のインストゥルメンタルバージョン。

## 参加ミュージシャン
KOTOKO×ALTIMA
- KOTOKO：Vocal
- MOTSU：Rap
- SAT：Synthesizers & Programming
- MAON：Vocal

## タイアップ
- ワーナー・ブラザース映画配給系アニメ映画『アクセル・ワールド INFINITE∞BURST』テーマソング (全盤#1)
- PlayStation 3・PlayStation 4専用ゲームソフト『BLAZBLUE -CENTRALFICTION-』オープニングテーマ (KOTOKO ver.#2)